# Bintou Diémé
Bintou Diémé, coniugata Marizy (Évreux, 1º febbraio 1984), è una cestista francese con cittadinanza senegalese.

## Carriera
Con il Senegal ha disputato i Giochi olimpici di Rio de Janeiro 2016, i Campionati mondiali del 2018 e due edizioni dei Campionati africani (2019, 2021).